# Trichilogaster atra
Trichilogaster atra är en stekelart som först beskrevs av Girault 1915.  Trichilogaster atra ingår i släktet Trichilogaster och familjen puppglanssteklar. Inga underarter finns listade i Catalogue of Life.